# Funny (Zedd & Jasmine Thompson)
Funny is een nummer uit 2020 van de Duitse dj Zedd en de Britse zangeres Jasmine Thompson.
Thompson zei dat het moment dat Zedd haar benaderde haar leven veranderde. Het nummer bereikte enkel in Nederland de hitlijsten. Het haalde een 19e positie in de Tipparade.